# ミニコンピュータ

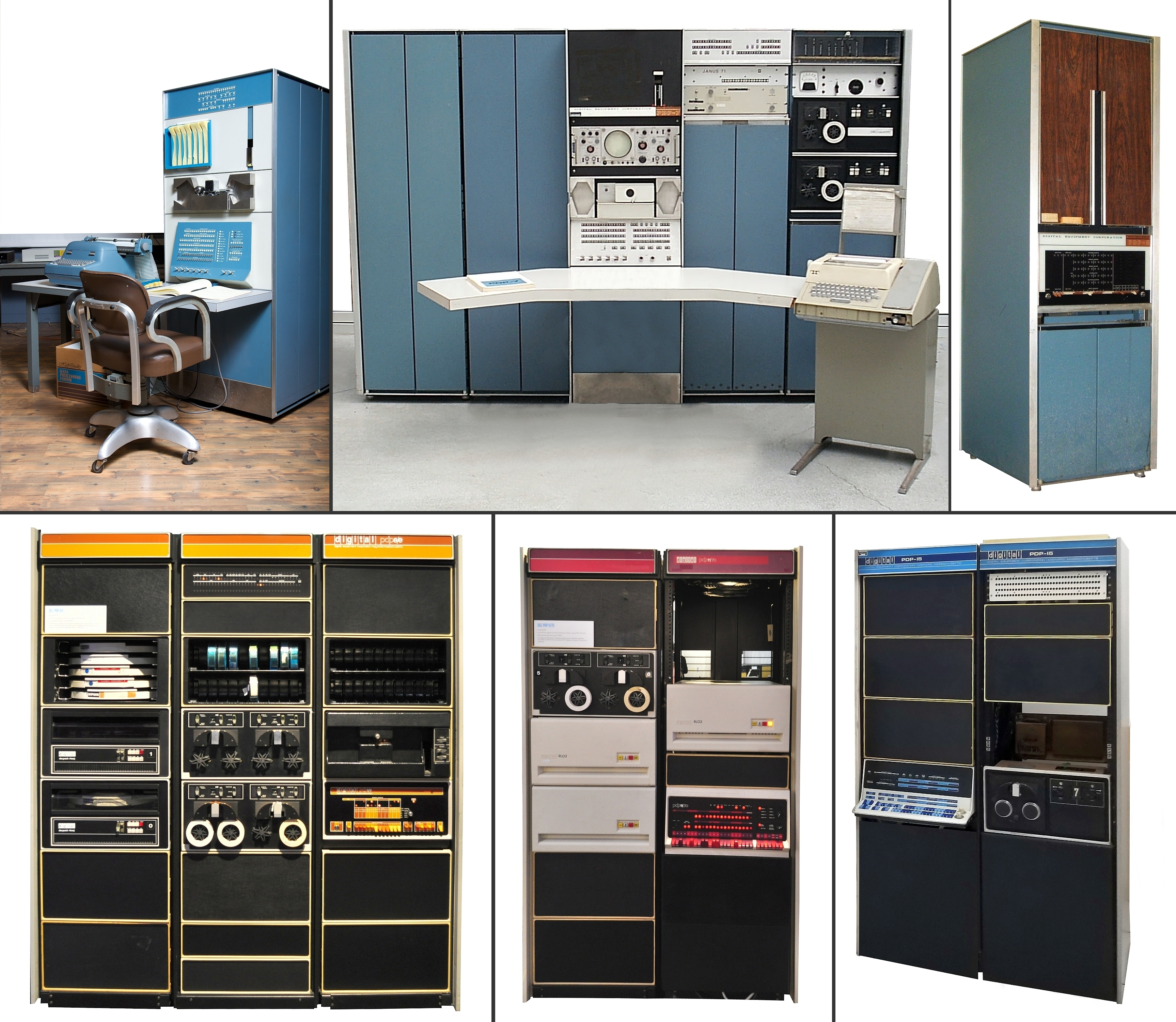
ディジタル・イクイップメント・コーポレーション (DEC) が製造した6機種の代表的なミニコンピュータ。カッコ内は発売年。
1行目: PDP-1 (1959), PDP-7 (1964), PDP-8 (1965)
2行目: PDP-8/E (1970), PDP-11/70 (1975), PDP-15 (1970)。

ミニコンピュータ（英: minicomputer）は、ミニコンあるいはミニと俗称され、主に1960年代半ばから開発された汎用コンピュータの一種である。ミニコンピュータは、IBMやその競合各社のメインフレームや中型コンピュータよりも大幅に小型で、はるかに低価格で販売されていた。ただし 21世紀の基準からすれば、ミニコンピュータは非常に大型のマシンである。ここで取り上げる従来の技術的な意味でのミニコンピュータは、一般的に、それ以前のはるかに大型なマシンと比較すると小型という程度である。
このクラスは、独自のソフトウェアアーキテクチャとオペレーティングシステム（OS）を備えた、独自のグループを形成していた。ミニコンピュータは、商用計算や記録管理の用途ではなく、機器の制御、実験の計測、人間との対話、通信制御のために設計された。その多くは、最終的な用途向けに相手先ブランド製造会社（OEM）へ間接的に販売された。ミニコンピュータクラスの20年間（1965-1985）にわたる存続期間中に、ほぼ 100社のミニコンピュータベンダー企業が設立されたが、1980年代半ばまでに残ったのはわずか数社にすぎなかった。
1970年代にシングルチップCPU、すなわちマイクロプロセッサが登場すると、「ミニコンピュータ」の定義は微妙に変化し、メインフレームとマイクロコンピュータとの中間に位置する処理能力を持つマシンを指すようになった。誤解されやすい「ミニコンピュータ」という用語は、後代の同様のシステムにはあまり用いられなくなった。このクラスのシステムを表すほぼ同義の（IBM 関連の）専門用語は「ミッドレンジコンピュータ」である。

## 歴史

### 定義

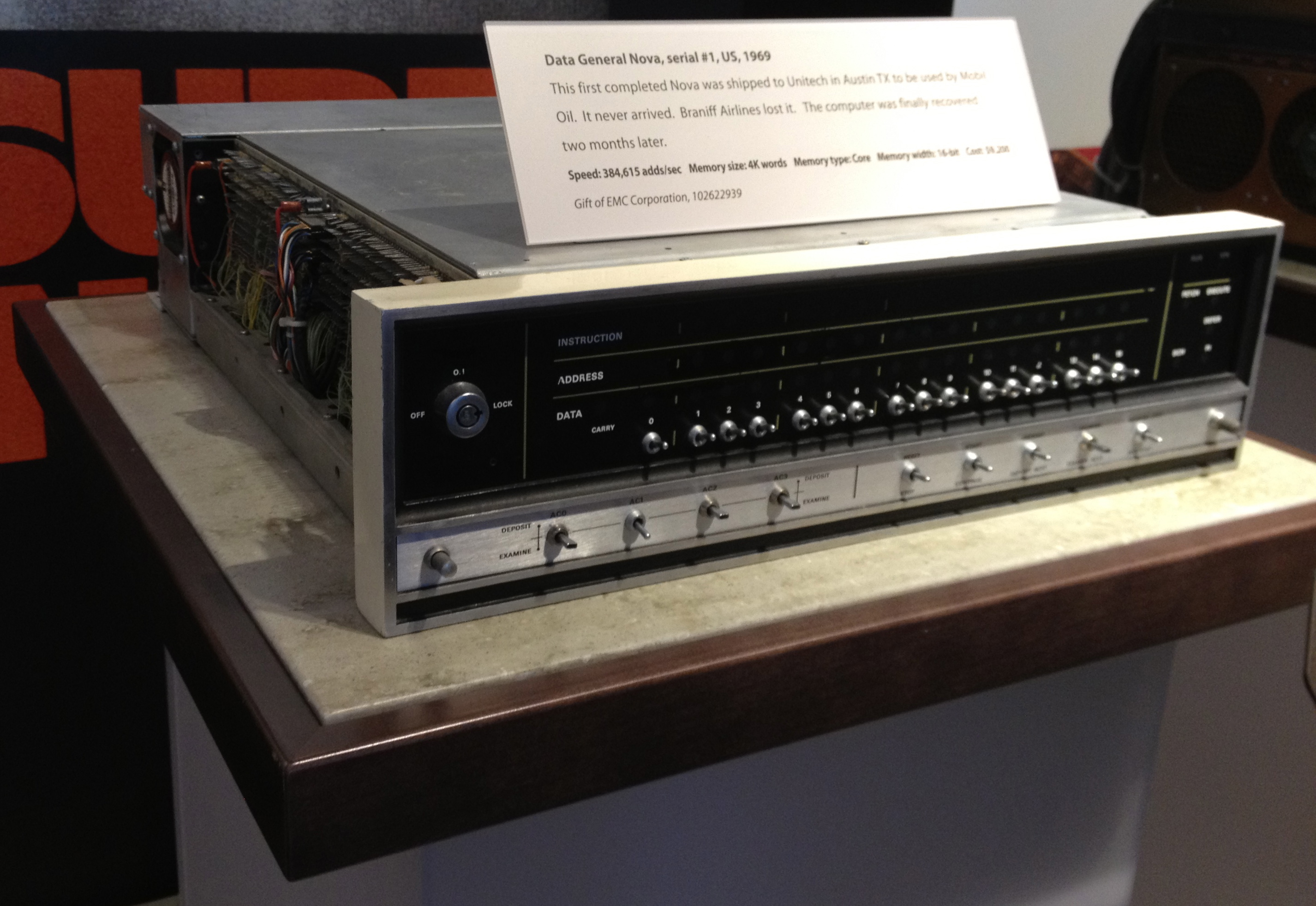
コンピュータ歴史博物館に展示されているシリアル番号1のデータゼネラル Nova

「ミニコンピュータ」という用語は、トランジスタとコアメモリ技術、最小限の命令セット、テレタイプモデル33 ASRのような一般的で安価な周辺機器の採用によって実現された小型コンピュータを表すために、1960年代に作られた。これらは通常、19インチラックキャビネットを 1台分、あるいは数台分を占有する程度で、部屋を埋め尽くす大型のメインフレームと対照的であった。その後のミニコンピュータはより小型になり、アーキテクチャや機能の面で依然として独特な特徴を持ちながらも、大型マイクロコンピュータ並みの大きさにまで小型化された機種もあった。
当時のメインフレームと比較した相対的な計算能力の点では、ミニコンピュータに似た小型システムは1950年代から存在していた。特に、UNIVAC 1101（1950）、Bendix G-15およびLGP-30（1956）などの、真空管ベースで小型のドラムマシンのクラスがあり、これらの機種はミニコンピュータのクラスと共通する特徴を一部有していた。1960年代初頭には、磁気遅延線メモリを採用した同様のモデルが登場した。ただし、これらのマシンは基本的には小型のメインフレームとして設計されており、独自シャーシを採用し、同じ会社の周辺機器のみ接続できるものが多かった。一方、ミニコンピュータとして知られるようになったマシンの多くは、標準シャーシに収まるように設計され、ASR 33のような一般的な周辺機器を使用するように意図的に設計されていた。
もう 1つの共通した違いは、1970年代以前のほとんどの小型機は、エンジニアリング、産業プロセス制御、会計など、特定用途向けに設計されており、「汎用」ではなかった(p13)。これらのマシンでは、プログラミングは通常、独自の機械語で行われたり、プラグボードにハードコードされることもあったが、中にはBASIC言語を使用するものもあった。PDP-5について、DECは「世界初の商用ミニコンピュータ」と評した。PDP-5は、処理能力と大きさの両面で「ミニ」の定義のほとんどを満たしていたが、汎用コンピュータとしてではなく、研究室の計測システム用として設計・製造されていた。1960年代初頭には、イギリスのフェランティ・アルガスやソビエト連邦のUM-1NKhなど、同様の小型専用機が数多く存在している。
1960年頃のCDC 160は、小型でトランジスタ化されており、（比較的）安価であったため、ミニコンピュータの初期の例として取り上げられることがある。しかし、$100,000（2023年時点の$1,029,921と同等）という基本価格と、独自のデスク型シャシーを備えていることから、現代のミニコンピュータという用語の範疇ではなく、「小型システム」または「ミッドレンジコンピュータ」のカテゴリーに分類される。とはいえ、SEA CAB 500などの初期のドラムマシンを非トランジスタ式として除けば、CDC 160は「最初のミニコンピュータ」という称号の有力候補であり続けている。

### 1960年代と1970年代の成功
コンピュータ史に関する多くの文献では、1964年にディジタル・イクイップメント・コーポレーション（DEC）が発表した 12ビット機の PDP-8を「最初のミニコンピュータ」と称している。この理由の一つに、1960年代半ばからDECがこの用語を広く使用し始めていたことに疑いはない。これ以前にも、PDP-5やLINCなどのDEC製のシステムを含め、より小型のシステムが存在していたものの、小型、汎用性、低価格を兼ね備えたPDP-8は、現代のミニコンピュータの定義に確実に適合するものであった。導入時の価格は$18,500（2023年時点の$178,866と同等）であるため、CDC 160などの従来の製品とは全く異なる市場セグメントに位置付けられる。
当時の状況からすると、PDP-8は大成功を収め、最終的に50,000台を販売した。後継機種は小規模集積回路（SSI）を採用し、システムの費用と大きさをさらに削減した。この成功は広範な模倣品の出現を招き、マサチューセッツ州道 128号線沿いには、データゼネラル、ワング・ラボラトリーズ、プライム・コンピューターなど、ミニコンピュータ関連企業が次々と誕生した。この時代に人気を博したミニコンピュータとして、HP 2100、Honeywell 316、TI-990があげられる。

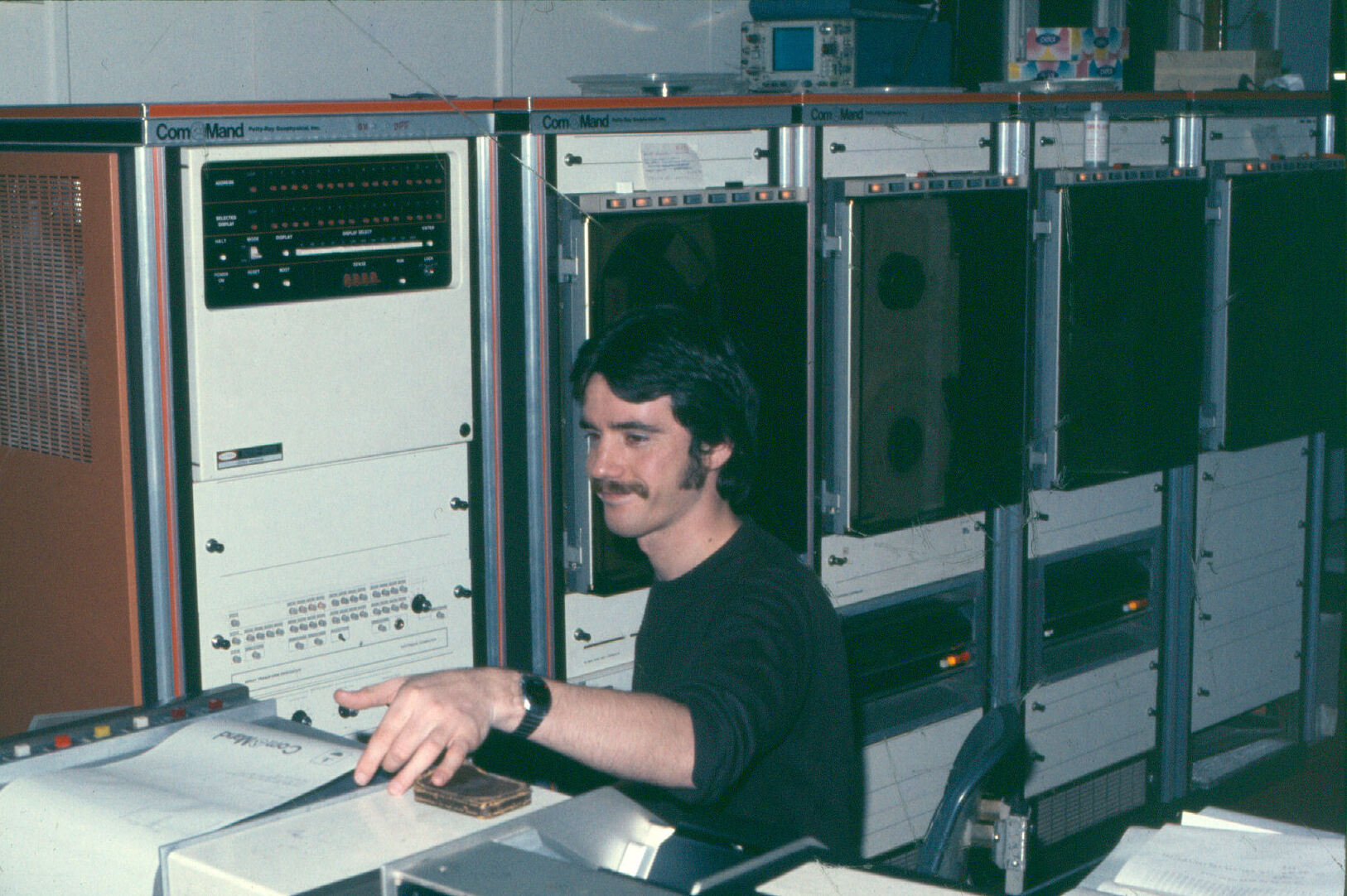
ベンガジで運用されたレイセオン RDS 500 地震データ処理システム (1978)

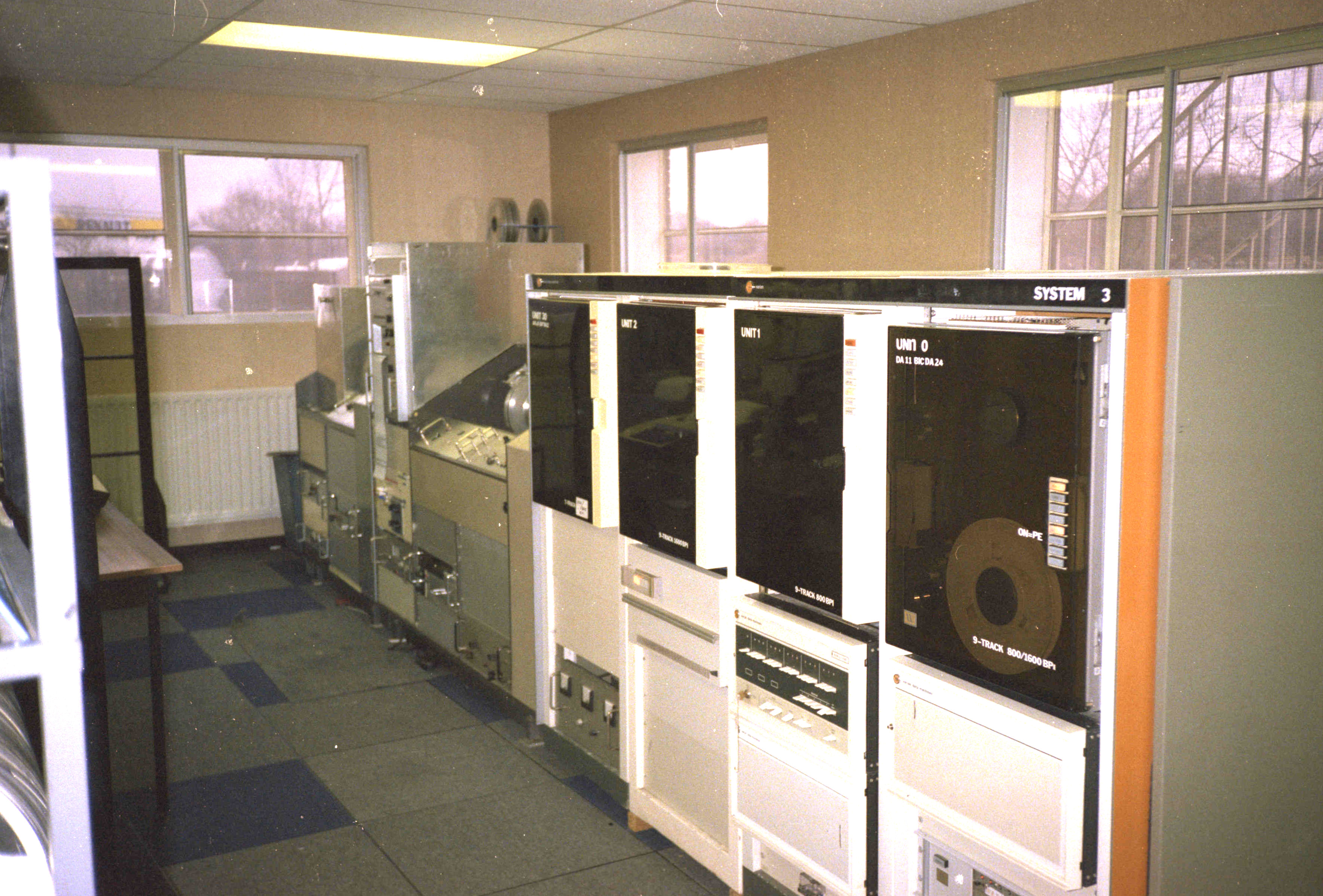
アナログテープ再生システムに接続されたヴァリアン・データ・マシーンズのシステム (1984)

初期のミニコンピュータは、さまざまなワードサイズを採用しており、DECの12ビットシステムと 18ビットシステムがその典型的な例である。7ビットASCII文字セットの導入と標準化により、16ビットシステムへの移行が進み、1969年後半に発売されたデータゼネラル Novaは、中規模集積回路（MSI）を採用して低価格化を進め、この分野で注目すべき製品となった。1970年代初頭までに、ほとんどのミニコンピュータは16ビットとなり、DECのPDP-11もその一つであった。一時期、大型のメインフレームはほぼ 32ビット以上のワードサイズが採用されていたことから、「ミニコンピュータ」は「16ビット」とほぼ同義であった。
1970年の調査で『ニューヨーク・タイムズ』紙は、ミニコンピュータの定義を「テレタイプ端末などの入出力装置と、少なくとも4,000ワードのメモリを備え、FortranやBASICなどの高水準言語でプログラムを実行できる、価格が25,000米ドル（2023年時点の$196,000と同等）未満のマシンとする」と提案した。典型的な顧客は大企業の部門で、財務部門のメインフレームを他の部門に割く余裕はなかった(p12)。
集積回路の設計が進歩し、特に7400シリーズ集積回路の登場により、ミニコンピュータは小型化し、製造が容易になった結果、低価格化が進んだ。これらのマシンは、産業プロセス制御、電話交換、実験装置の制御などに使用された。1970年代には、コンピュータ支援設計（CAD）業界をはじめ、小型の専用システムを要する業界の立ち上げに採用されるハードウェアとなった。
1970年代初頭、石油・ガス資源のための世界的な地震探査が急増したことで、データ収集現場に近い専用処理センターでミニコンピュータが広く採用された。レイセオン・データ・システムズのRDS 704やその後継のRDS 500 は、ほとんどの地質物理探査会社や石油会社で採用されるシステムであった。
1975年にMITS Altair 8800が発売されたとき、『ラジオ・エレクトロニクス』誌は、このシステムを「ミニコンピュータ」と称したが、その後すぐに、シングルチップのマイクロプロセッサを搭載した個人用コンピュータを指す用語として「マイクロコンピュータ」が一般的になった。当時のマイクロコンピュータは、8ビットのシングルユーザー向けで、CP/MやMS-DOSなどの単純なプログラム起動型のオペレーティングシステムを実行する比較的単純なマシンであった。一方、ミニコンピュータは、VMSやUnixのような完全なマルチユーザー、マルチタスク指向のオペレーティングシステムを実行するはるかに強力なシステムであった。
タンデムコンピューターズのNonStop製品ラインは、1976年に出荷された、最初の完全なフォールトトレラント性（耐障害性）を持つクラスター・コンピュータであった。
同時期に、ミニコンピュータの大型化が始まった。24ビットと 32ビットのミニコンピュータは以前から市場に投入されていたが、1977年に DECが発売したVAX（彼らはスーパーミニコンピュータ、またはスーパーミニと呼んだ）が、ミニコンピュータ市場を32ビットアーキテクチャへと一斉に移行させるきっかけとなった。これにより、1970年代後半にTMS 9900やZilog Z8000などのシングルチップ16ビットマイクロプロセッサが登場しても、十分な余裕が確保された。ほとんどのミニコンピュータ企業は、独自のアーキテクチャに基づくシングルチッププロセッサを自社開発し、主に低価格帯の製品に採用しながら、32ビットシステムに注力した。そうした例として、シングルチップPDP-8のIntersil 6100、PDP-11のDEC T-11 、NovaのmicroNOVAとFairchild 9440、そしてTI-990のTMS9900があげられる。

### 1980年代半ばから1990年代の衰退
ミニコンピュータ企業は、歴史的にマーケティングや広告よりも、コンピュータの価格と速度で競争してきた。1980年代初頭までに、新しい 32ビットのマイクロプロセッサの性能向上に伴い、16ビットのミニコンピュータ市場はほぼ消滅した。この頃には、より高性能のマシンを必要とした顧客は、概して32ビットシステムに移行していた。しかし、16ビットマイクロプロセッサのモトローラ68000は、デスクトッププラットフォームにおいて典型的なミニコンピュータの性能のかなりの部分を実現しており、この市場もまもなく脅威にさらされるようになった。ナショナルセミコンダクターNS32016、モトローラ68020、インテル80386 など、真の32ビットマイクロプロセッサが次々と登場した。1980年代半ばまでに、ハイエンドのマイクロコンピュータは、ローエンドおよびミッドレンジのミニコンピュータと同等のCPU 性能を提供し、新しいRISCアーキテクチャでは、最速のミニコンピュータをはるかに超え、さらにはハイエンドのメインフレームに匹敵する性能レベルに達した。
マイクロコンピュータとミニコンピュータの市場を真に隔てていたのは、ストレージとメモリ容量のみであった。これらの課題は1980年代後半にかけて解決され始め、1987年頃には1 MBのRAMが標準となり、デスクトップ用ハードドライブの容量は1990年までに急速に100 MB を超した。また、安価で容易に導入できるローカルエリアネットワーク（LAN）システムの登場は、マルチユーザーシステムを求めるユーザーへ解決策を提供した。ワークステーションの登場により、端末指向のミニコンピュータでは対応できなかった、グラフィックスベースシステムという新しい市場が開拓された。ミニコンピュータは、既存のソフトウェア製品を使用しているユーザーや、高性能なマルチタスク処理を必要とするユーザーにとって依然として強力な存在だったが、Unixベースの新しいオペレーティングシステムの登場により、これらの役割も非常に実用的な代替製品に置き換わり始めた。計算科学分野では、汎用PCのクラスタがミニコンピュータに取って代わった。
この時期、ミニコンピュータ企業は急速に姿を消していった。市場の変化に対応したデータゼネラルは、高性能ファイルサーバー市場に特化し、堅調に推移した大規模 LAN における役割を担った。しかし、この状況は長くは続かず、ノベルNetWareが急速にこのような製品をニッチ（特定市場）な役割に追いやり、Microsoft Windowsの後のバージョンもノベルに対して同じ道を歩ませた。DEC は代わりに大型コンピュータ分野への進出を決定し、1989年にVAX 9000メインフレームを発売したが、市場では失敗に終わり、ほとんど売れずに姿を消した。その後同社は、DEC Alphaでワークステーションおよびサーバ市場への参入を試みたが、会社を救うには手遅れで、最終的に1998年に残った事業をコンパックに売却した。1990年代末までに、データゼネラル、プライム・コンピューター、コンピュータービジョン、ハネウェル、ワングなど、従来の企業はすべて姿を消し、倒産、併合、あるいは買収された。
今日では、独自仕様のミニコンピュータ・アーキテクチャはごく少数しか残っていない。多くの先進的な概念を導入したIBM System/38 operating systemは、IBM AS/400によって今も生産されている。IBMは、もともとIBM System/34およびSystem/36用に作成されたプログラムを AS/400 に移行するために、多大な努力を払った。AS/400 プラットフォームは、幾度かのブランド変更を経て、IBM iを搭載したIBM Power Systemsに置き換えられた。一方、1980年代初頭に登場したDECのVAX、Wang VS、ヒューレット・パッカードのHP 3000など競合する独自のコンピューティング・アーキテクチャは、互換性のある移行先が提供されないまま、長い間生産終了となっている。OpenVMSは、HP Alpha および IntelIA-64 （Itanium）CPUアーキテクチャに移植され、現在はx86-64プロセッサ上で稼働している。
信頼性の高い大規模コンピューティングを専門とする タンデムコンピューターズは、1997年にコンパックに買収され、その後 2001年にヒューレット・パッカードと合併した。NonStop NernelベースのNonStop製品ラインは、「HP Integrity NonStop Servers」というブランド名で、MIPSプロセッサから Itaniumベースのプロセッサに再移行された。以前のスタックマシンからMIPSマイクロプロセッサへの移行と同様、顧客ソフトウェアはすべてソースコードの変更なしに引き継がれた。現在 NonStop OS (en:英語版) ）と呼ばれる NSK オペレーティングシステムは、NonStop Serversの基本ソフトウェア環境として継承され、Javaのサポートや、Visual StudioやEclipseなどの一般的な開発ツールとの統合などが拡張された。その後、Hewlett-PackardはHPとHewlett-Packard Enterpriseに分割され、NonStop製品とDEC製品はHPE によって販売された。

### 産業への影響と遺産
さまざまな企業が、ミニコンピュータを基盤に、データベースや特殊な用途に対応するための専用ソフトウェア、そして独自の周辺機器を搭載したターンキーシステムを構築した。これらは、コンピュータ支援設計、コンピュータ支援製造、産業プロセス制御、製造資源計画などの用途に特化していた。ミニコンピュータの多くは、これらの相手先ブランド生産（OEM）や付加価値再販業者（VAR）を通じて販売された。
最初にミニコンピュータを製造したのは、DEC、データゼネラル、ヒューレット・パッカードなどのいくつかの先駆的なコンピュータ企業であった。今日のPCやサーバーは、物理的にはまず間違いなくマイクロコンピュータであるが、アーキテクチャ的には、そのCPUやオペレーティングシステムは、主にミニコンピュータの機能を統合することで発展してきた。
ソフトウェアの観点では、初期のマイクロコンピュータにおける比較的単純なOSは、ミニコンピュータのOSから着想を得たものが多い。たとえばCP/Mは、DECのシングルユーザー向けOS/8やRT-11、それにマルチユーザー向けRSTSタイムシェアリングシステムと類似している。また、今日のマルチユーザーOSも、ミニコンピュータのOSから着想を得たり、あるいは直接派生したものが多くある。Unix は、もともとミニコンピュータのOSであったし、現代のMicrosoft Windowsで基礎をなすWindows NTカーネルは、VMSから設計思想を大いに借用している。初期世代のPCプログラマーの多くは、ミニコンピュータシステムで教育を受けた。

## 日本のミニコンピュータ

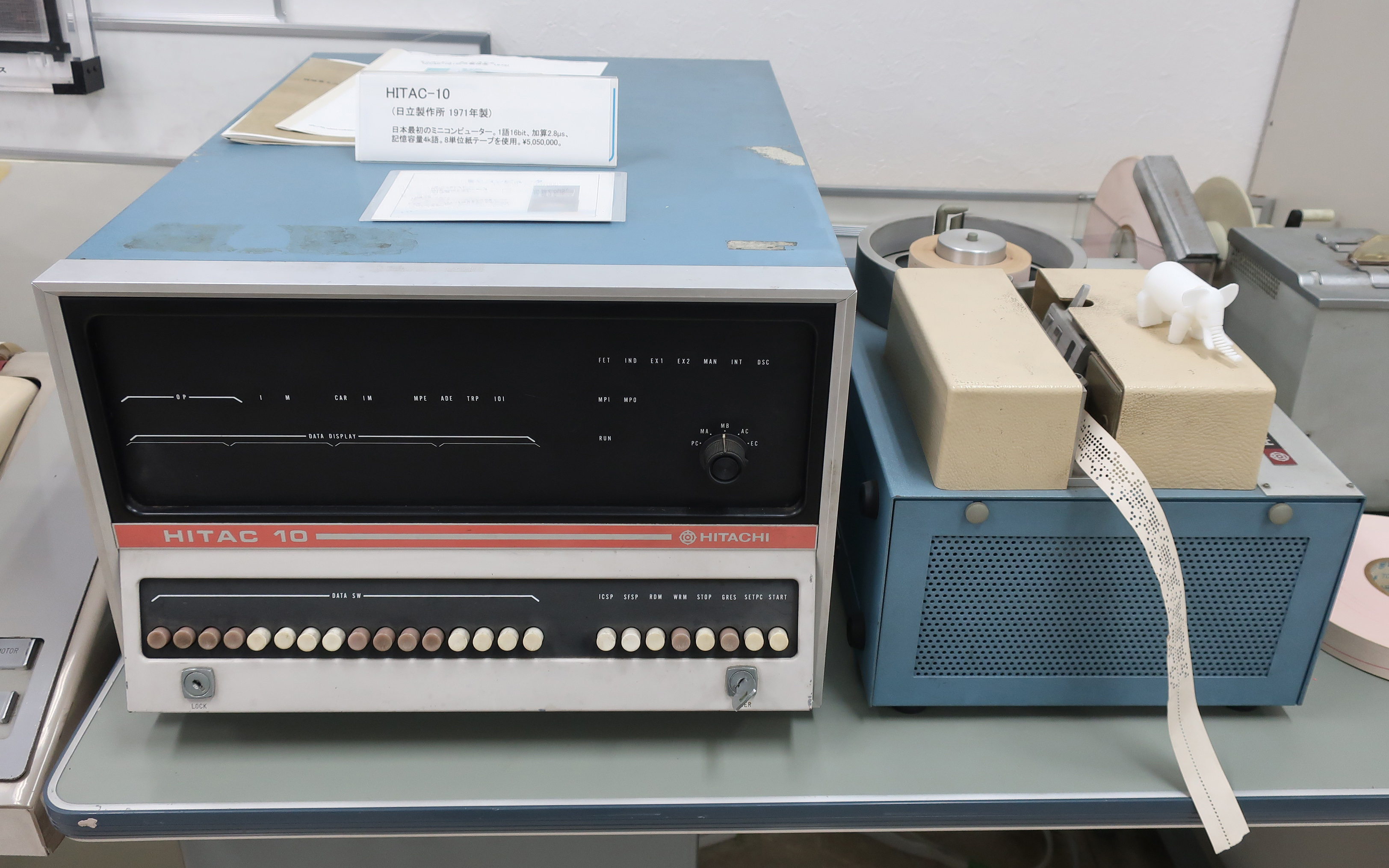
日本で最初の 16ビットミニコンピュータである日立製作所 HITAC 10 (1969)

日本においては、DEC、HP、データゼネラルなどのミニコンピュータが輸入される一方、国内メーカーによるミニコン開発も起こり、1969-1970年にかけて、日立製作所HITAC 10、富士通FACOM R、日本電気NEAC M4、沖電気工業OKITAC-4300、松下電器MACC-7、東芝TOSBAC-40などが相次いで発表された。また、汎用的なミニコンピューターとは対照的に、電子会計・伝票処理などの事務用途に特化した日本独自のオフィスコンピュータも発達し、1970-80年代の高度成長期における中小企業の事務処理を支えた。

## ミニコンピュータの例

### 海外
- AT&T 3Bシリーズコンピュータ
- Basic/Four（英語版）
- Bendix G-15（真空管式コンピュータ。初期のミニコンピュータとも呼ばれる。）
- CII Mitra 15（英語版）
- コントロール・データ CDC 160A（英語版） および CDC 1700（英語版）
- CTL Modular One（英語版）（英国）
- DEC PDP および VAX シリーズ
- データゼネラル Nova および Eclipse シリーズ
- GEC 4000シリーズ（英語版）
- ジェネラル・オートメーション SPC-16
- ヒューレット・パッカード HP 3000 シリーズおよび HP 2100（英語版） シリーズ
- ハネウェル-ブル DPS 6/DPS 6000（英語版） シリーズ
- K-202（英語版）（ポーランド初のミニコンピュータ）
- IBM ミッドレンジコンピュータ (en:英語版) および Series/1
- オリベッティ（英語版）L1 シリーズ
- Interdata 7/32 および 8/32
- Norsk Data（英語版） Nord-1（英語版）、Nord-10（英語版）、Nord-100（英語版）
- プライム・コンピューター（英語版）製品（200、300、400、50シリーズを含む）
- ピラミッド・テクノロジー 製品
- リッジ・コンピューター（英語版） Ridge 32 および Ridge 3200 シリーズ
- タンデムコンピューターズ NonStop 製品ライン（フォールトトレランスに重点を置く）
- テキサス・インスツルメンツ TI-990（英語版）
- Wang VS シリーズ

### 国内
- 富士通 FACOM-230シリーズ, Aシリーズ
- 日立製作所 HITAC-10/20シリーズ
- 日本電気 NEAC 3200シリーズ、MSシリーズ （初期のMSシリーズ（1桁、2桁台）は16ビット機、その後のMSシリーズ（3桁-4桁台）は32ビット機）
- 東芝 TOSBACシリーズ
- 三菱電機 MELCOMシリーズ
- 沖電気 OKITACシリーズ
- 松下通信工業 MACC-7

## 参照項目
- The Soul of a New Machine（超マシン誕生） - 1980年代初頭におけるデータゼネラルEclipse/MVミニコンピュータの開発ストーリー
- チャールズ・バベッジ研究所  - 情報技術の歴史を専門とするミネソタ大学の研究センター
- コンピュータハードウェアの歴史 (1960年代～現在)
- スーパーミニコンピュータ - 高性能なミニコンピュータのクラス
- オフィスコンピュータ - 日本において発達したミニコンピュータクラスの製品区分